# Arthur's Tournament Training
Arthur's Tournament Training is een speeltuin in het Nederlandse pretpark Toverland. Het klimparcours werd geopend in 2018 gelijktijdig met het nieuwe themagebied Avalon waar ook Fēnix en Merlin's Quest gelegen zijn. Vanwege de uitbreiding van themagebied Avalon in 2023 is de speeltuin verplaatst. 
Lijst van attracties in Attractiepark Toverland · Afbeeldingen